# Huntress (Helena Bertinelli)
Huntress, även känd som Helena Rosa Bertinelli, är en fiktiv superhjälte som förekommer i amerikanska tecknade serier publicerade av DC Comics. Hon är den tredje DC-karaktären som bär namnet Huntress. Karaktären var också den tredje inkarnationen av Batgirl och var en medlem i Birds of Prey.
Under de två första säsongerna av Arrow spelas Helena Bertinelli av skådespelerskan Jessica De Gouw. Karaktären gjorde sin filmdebut i DC Extended Universe- filmen Birds of Prey, som framställs av Mary Elizabeth Winstead.